# Dilhan Durant
Dilhan Nathanael Durant (* 22. März 1996) ist ein deutscher Basketballspieler.

## Laufbahn
Durant durchlief die Nachwuchsabteilung des BBC Bayreuth und schaffte in der Saison 2014/15 den Sprung ins erweiterte Aufgebot des Bundesliga-Klubs Medi Bayreuth. Seinen Einstand in der Basketball-Bundesliga gab er am 18. Dezember 2014 gegen Tübingen, er spielte aber vorrangig in Bayreuths Regionalliga-Herrenmannschaft sowie in der U19-Mannschaft in der NBBL. Insgesamt kam Durant auf zwei Bundesliga-Einsätze für die Oberfranken.
Er verließ Bayreuth im Sommer 2015 und unterschrieb bei den Oettinger Rockets. In der Saison 2016/17 wurde er mit den Thüringern Vizemeister der 2. Bundesliga ProA, was den Bundesliga-Aufstieg bedeutete. Durant kam in der Vizemeistersaison auf 24 Einsätze für Gotha (1,1 Punkte im Schnitt) und wechselte im Sommer 2017 zum ETB Essen in die 2. Bundesliga ProB. Er spielte bis 2019 für die Essener.